# Jacques Collache
Jacques Collache, né le 11 octobre 1914 à Pertain (Somme) et décédé le 24 novembre 1976 à Dunkerque, était un pharmacien et homme politique français.

## Biographie
Après ses études au lycée d'Amiens puis à la faculté de médecine et de pharmacie de Lille, il épouse le 23 mars 1937 sa petite cousine (pharmacienne aussi) Renée Célestine Machy, fille de Paul Machy maire de Rosendaël depuis 1935.
Le 4 août 1944, après un repas familial son beau père est arrêté par la police allemande et déporté son corps ne sera jamais retrouvé.
Candidat aux élections municipales de 1965 à Rosendaël, il est élu maire le 28 mars.
Deux ans plus tard, il devient conseiller général du Canton de Dunkerque-Est et devient en 1968  suppléant de son ami Albert Denvers aux législatives.
Le 3 janvier 1969, il devient vice-président de la communauté urbaine de Dunkerque et ce jusqu'à sa mort.
Le 1er janvier 1972, à la suite de la fusion de Rosendaël et de Dunkerque il devient 2e adjoint au maire de Dunkerque.
Il décède le 24 novembre 1976 à son domicile de Rosendaël.

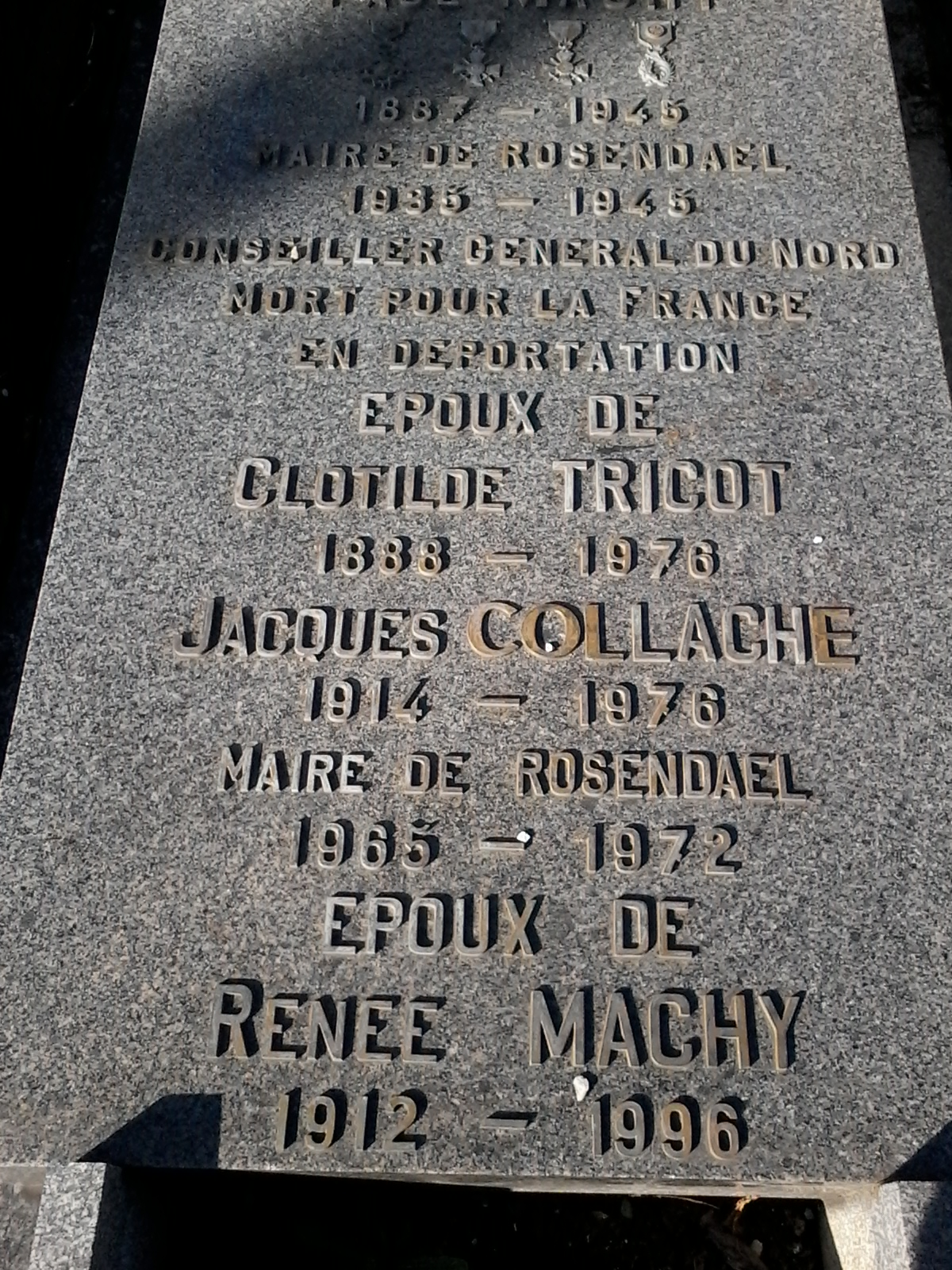
Tombe de Jacques Collache au cimetère de Rosendaël

## Hommages
- Le centre social de la Tente-Verte à Rosendaël porte son nom depuis le 25 mai 1977[4].
- Une avenue de Rosendaël porte son nom depuis le 11 février 2001.
- Un institut d’éducation motrice porte son nom à Coudekerque-Branche (59)